# Prix Servant
Der Prix Servant ist ein Mathematik- und Physikpreis der Académie des sciences. Er ist mit 10.000 Euro dotiert (Stand 2014). Er wird im Wechsel an Mathematiker und Physiker vergeben.

## Preisträger
- 1968 Michel Hervé, Marcel Brelot – Mathematik
- 1969 Simon Gerstenkorn, Roland Barloutaud – Physik
- 1970 André Néron, Jean Cerf, Bernard Malgrange – Mathematik
- 1971 Joseph Taillet, Serge Feneuille – Physik
- 1972 Paul Malliavin, Jean-Pierre Kahane – Mathematik
- 1973 Pierre Verdier, Bernard Marais – Physik
- 1974 Jacqueline Lelong (geborene Ferrand) – Mathematik
- 1975 Patrick Fleury, Jean-Pierre Pozzi, Michèle Neuilly – Physik (für die Untersuchung des Naturreaktors Oklo)
- 1976 Jacques Deny – Mathematik
- 1977 Marc Lefort – Physik
- 1978 Michael Herman – Mathematik
- 1979 Marcel Perrot – Physik (Nutzung Sonnenenergie)
- 1980 François Bruhat – Mathematik
- 1981 Éline Luc-Koenig – Physik
- 1982 Thierry Aubin – Mathematik
- 1983 Alain Aspect – Physik
- 1984 Jean-Luc Brylinski – Mathematik
- 1985 Jean-Claude Keller – Physik
- 1986 Michel Talagrand – Mathematik
- 1987 Georges Amsel – Physik
- 1988 Joseph Anthony – Mathematik
- 1989 Jacques Chappert – Physik
- 1990 Étienne Ghys – Mathematik
- 1991 Vincent Hakim – Physik
- 1992 Gilles Lebeau – Mathematik
- 1993 Jean-Paul Desclaux – Physik
- 1994 Jean Lannes – Mathematik
- 1995 Patrick Aurenche – Physik
- 1996 Claire Voisin – Mathematik
- 1997 Guillaume Unal – Physik (Beteiligung an der Entdeckung des Top-Quarks)
- 1998 Patrick Gérard – Mathematik
- 1999 Joceylen Guéna – Physik
- 2000 Christian Bonatti – Mathematik
- 2001 Eduardo de Rafael – Physik, Arnaud Beauville – Mathematik
- 2002 Zoghman Mebkhout – Mathematik, Jean-Pierre Wolf – Physik
- 2003 Laurent Levy – Physik
- 2004 Guy David – Mathematik
- 2005 Jorge Kurchan – Physik
- 2006 Laurent Véron – Mathematik
- 2007 Vladimir Kazakov, Ivan Kostov – mathematische Physik
- 2008 Guy Métivier – Mathematik
- 2009 Chris Westbrook – Physik
- 2010 Michel Ledoux – Mathematik
- 2011 Cristian Urbina – Physik
- 2012 Jean-Yves Chemin – Mathematik
- 2013 David Guéry-Odelin – Physik
- 2014 Vincent Lafforgue – Mathematik
- 2015 Jean-Jacques Greffet – Physik[1]
- 2017 Gilles Montambaux – Physik[2]
- 2018 Dominique Bakry[3] – Mathematik
- 2019 Pierre Touboul, Manuel Rodrigues, Gilles Métris und Yves André[4] – Physik (für Microscope)
- 2024 Laurent Chevillard – Physik[5]